# 윌리엄 가벗
윌리엄 토머스 가벗(영어: William Thomas Garbutt; 1883년 1월 9일, 헤이즐 그로브 ~ 1964년 2월 24일, 워릭)은 잉글랜드의 프로 축구 선수이자 감독이다. 그는 선수 훈련 방식의 기초를 다지고 이탈리아 내의 축구 인기를 끌면서 이탈리아에서 축구에 대한 공로를 세웠고, 이탈리아에서 프로 감독으로서의 본보기가 되었다.
스톡포트의 헤이즐 그로브 출신인 가벗은 레딩, 울위치 아스널, 그리고 블랙번 로버스에서 선수로 활약했지만, 부상으로 그리 많은 출전 기회를 얻지 못했다. 그로 인해 가벗은 1912년에 29세의 나이로 축구화를 벗었다. 이후, 그는 이탈리아로 이주해 제노바에서 항만노동자로 구직했으나, 얼마 지나지 않아 인근 구단의 감독으로 부임했다. 제노아 부임 후, 가벗은 훈련 체계를 개정하고, 전술을 도입했으며, 이탈리아의 사상 첫 유료 이적을 성사시켰다. 그에 따라 가벗은 제노아를 반(半) 프로 구단에서 리그 최강자로 탈바꿈시켰고, 가벗은 제노아 감독으로 15년을 보내며 세 차례 이탈리아 리그를 우승했다.
가벗은 1927년에 제노아를 떠나 새로 창단한 로마의 감독이 되어 코파 CONI를 우승했고, 이후 1929년에는 더 남쪽의 나폴리 감독이 되었다. 그는 두 구단의 감독을 맡으면서 모두 리그 역대 최고의 성적을 냈는데, 그에 따라 해외 구단들의 관심을 받게 되었고, 가벗은 이탈리아를 떠나 스페인의 아틀레틱 빌바오 감독이 되어 1936년에 라 리가 우승을 거두었다. 그는 이듬해에 이탈리아로 복귀해 잠깐 밀란을 지도했고, 이후 제노아의 감독으로 복귀했다. 그러나, 가벗은 베니토 무솔리니의 파시즘 정책으로 이탈리아에서 추방되어 1940년에 잉글랜드로 강제 귀국해야 했다. 제2차 세계 대전이 끝나고, 가벗은 1946년에 제노아 감독직 3기를 시작했고, 1948년에 감독직 은퇴를 선언했다.
비록 그의 업적은 모국에서 잘 알려져있지 않으나, 가벗은 이탈리아 축구의 인기를 끌었고, 이탈리아가 1934년과 1938년에 FIFA 월드컵을 우승하는 데 기초를 닦는데 큰 공을 세웠다.

## 생애
가벗은 스톡포트 인근의 소촌에 거주하는 목수의 아들이었다. 그는 유년 시절을 대가족과 보냈는데, 그의 부모, 조모, 6명의 누나와 1명의 남동생과 동거했다. 젊은 시절에 군에 입대했던 윌리엄 가벗은 왕립 포병대에서 처음으로 축구를 했다.
복무를 마친 가벗은 1903년에 서던 리그의 레딩에서 리그 무대의 축구를 시작하였고, 이후 1905년 12월에 구단을 떠났다.
젊은 측면 공격수는 울위치 아스널에 입단해 2년을 활약했고, 1905년 12월 23일, 2-2로 비긴 프레스턴 노스 엔드와의 1부 리그 원정 경기에서 첫 경기를 뛰었다. 그는 1906-07 시즌 대부분을 부상으로 출장하지 못했지만, 런던 연고 구단에서 3년 동안 80경기에 출장했는데, 이 중 리그 경기에서 52경기를 출전했다. 그는 아스널이 2년 연속 FA컵 준결승 진출을 거둘 당시의 주역이었다. 그러나, 그는 1907-08 시즌 대부분을 재키 모듀에게 자리를 내주고 2군에서 보냈고, 1908년 5월에 블랙번 로버스로 이적했다.
그는 블랙번 로버스 소속으로 4년을 보내며 82번의 리그 경기에 출전했고, FA컵 준결승전에 한 번 더 올랐다. 그는 풋볼 리그 대표팀으로 출전하기도 했다. 그는 1911-12 시즌에 잠깐 울위치 아스널로 복귀하기도 했지만, 공식 구단 역사에는 기록되지 않았는데, 그는 그 당시 1군 경기에 한 경기도 출전해지 않았다. 그의 현역 선수 시절은 잦은 부상으로 얼룩진 시절이었고, 그는 1912년에 29세의 나이로 현역에서 은퇴했다.

### 제노아: 이탈리아 축구에 영향을 주다
그는 축구 선수 생활을 마치고 제노바(당시 이탈리아에서는 이 곳을 잉글랜드인 집단 거주촌으로 묘사했다)로 이주하여 생계를 꾸리기 위해 항만에서 노동을 하였다.
1912년 7월 30일, 불과 29세에 지도자 경험이 일천했던 그는 제노아의 감독이 되었다. 그가 감독이 된 경로는 알려져 있지 않으나, 몇몇 기자들은 그가 훗날 2차례 월드컵을 우승하는 비토리오 포초의 추천으로 취임했다고 언급했다. 또다른 출처에 따르면 제노아의 유소년부 감독이자 아일랜드인인 토머스 코긴스가 가벗의 취임을 추천했다고 언급했다.
가벗은 훈련 체계를 재정비하여, 선수들의 육체적 능력 향상과 전술에 중점을 두었다. 이는 이탈리아에서 감독일을 하면서 축구계에 영향을 준 유일한 변화가 아니었다. 그는 이탈리아 역사상 최초의 유료 이적도 성사시켰는데, 그는 안드레아 도리아에서 두 명을 밀란에서 한 명을 영입했다. 제노아는 이탈리아 국외에서 처음으로 경기를 펼친 이탈리아 구단이 되었는데, 그는 잉글랜드의 고향 동네에 복귀해 제노아와 친정 레딩이 경기를 펼치게 하였다.
1912년, 가벗이 제노아 감독이 된 이래 1927년에 구단을 떠나기 전까지 구단은 이탈리아 리그를 3차례 우승했다: 1915, 1923, 그리고 1924. 후자의 경우 현재까지 제노아가 우승한 마지막 세리에 A였다.

### 제노아 이후의 행보
1927년 7월 22일, 이탈리아의 수도 로마에서 다수 구단들이 합병되면서 새 구단이 로마의 이름으로 창단되었고, 가벗은 이 구단의 초대 감독으로 취임했다. 가벗은 로마를 단 2년 동안 이끌었지만, 코파 CONI를 우승했고, 이탈리아 리그 A조에서 3위를 차지하도록 도왔다.
가벗의 행선지는 남부 이탈리아였고, 조반니 테릴레의 후임으로 나폴리 감독이 되었다. 당시 나폴리에는 아틸라 살루스트로와 안토니오 보야크 같은 전설적인 거성 선수들이 있었다. 나폴리의 대변화기에 나폴리는 당시 구단 신기록을 세웠는데, 1932-33 시즌과 1933-34 시즌에 세리에 A에서 모두 3위를 기록했다. 나폴리는 1960년대가 되어서야 이 성적을 또 낼 수 있었다.
새로운 도전을 좇던 가벗은 1935년에 스페인으로 건너갔다. 그는 아틀레틱 빌바오의 감독이 되어 마드리드를 따돌리고 라 리가 우승을 거두었다. 그는 1937년에 이탈리아로 복귀해 잠깐 밀란의 감독을 맡았다.

### 말년
윌리엄 가벗은 그가 큰 공을 세웠던 구단인 제노아로 복귀했다. 1920년대에 가벗이 떠난 후, 제노아는 부진의 늪에 빠졌고, 심지어 한 차례 강등당하기도 했다. 그러나, 가벗은 취임한 후 제노아 2기 1년차에 소속 구단을 3위로 이끌었다.
그러나, 그의 복귀 후 오래 활동하지 않았는데, 그는 영국인이라는 이유로 베니토 무솔리니의 파시즘 정책으로 인해 추방되어 잉글랜드로 복귀해야 했다. 제2차 세계 대전 이후, 가벗은 제노아 감독직을 세 번째로 맡고 모국으로 복귀했다. 1964년 가벗이 영면에 들었을 때, 그는 리밍턴 스파 근처의 몰락하는 촌에 거주하는 무명의 80대 노인이었다. 이와 대조되게 이탈리아 신문에서는 그의 별세를 추도하며 장황한 부고문을 기고했다. 그를 애도하는 가운데, 포초의 말에 따르면 그가 '이탈리아 축구 역사상 가장 요주의 인물'이었다고 회고했다.

## 수상

### 선수
블랙번 로버스
- 랭카셔 컵: 1909, 1911

### 감독
제노아
- 이탈리아 리그: 1915, 1923, 1924

로마
- 코파 CONI: 1928

아틀레틱 빌바오
- 라 리가: 1935-36

## 참고 문헌
Edgerton, Paul (2009). 《William Garbutt – Father of Italian Football》. Cheltenham: SportsBooks. ISBN 978-1-899807-82-6.